# Carol Bensimon
Pour les articles homonymes, voir Bensimon (homonymie).
Carol Bensimon (née le 22 août 1982 à Porto Alegre) est une écrivaine et traductrice brésilienne.

## Biographie
Carol Bensimon est diplômée en communication sociale de l'université du Rio Grande do Sul puis en écriture créative à l'université pontificale catholique du Rio Grande do Sul.
Elle a commencé à publier des nouvelles dans diverses revues et journaux, comme Zero Hora. Son premier ouvrage, Pó de parede (poudre de mur) est un recueil de nouvelles paru en 2008.
En 2010, son roman Sinuca Embaixo D'Água (Billard sous l'eau) a été finaliste du Prix de littérature de São Paulo (en) dans la catégorie « auteur débutant » et son roman O clube dos jardineiros de fumaça (Le club des jardiniers de fumée) a obtenu le Prix Jabuti dans la catégorie « romance » en 2018,.
Deux de ses romans sont traduits en français et publiés en France : On adorait les cowboys et Au pays du dieu animal,.
Elle est mariée à la traductrice Melissa Fornari et vit à Mendocino en Californie.

## Œuvre
- Pó de parede (Não editora, 2008)
- Sinuca embaixo d'água (Companhia das Letras, 2009)
- Todos nós adorávamos caubóis (Companhia das Letras, 2013) traduction française On adorait les cowboys par Dominique Nédellec (Belfond, 2022, EAN : 9782714495495)
- Uma estranha na cidade (Dublinense, 2015)
- O Clube dos Jardineiros de Fumaça (Companhia das Letras, 2017)
- Diorama (Companhia das Letras, 2022) traduction française Au pays du dieu animal par Dominique Nédellec (Belfond, 2025, EAN : 9782714403315)